# Mërgim Brahimi
Mërgim Brahimi (ur. 8 sierpnia 1992 roku w Istoku w Jugosławii) – kosowsko-albański piłkarz, występujący na pozycji pomocnika w greckim klubie Panionios GSS oraz w reprezentacji Kosowa. Ma za sobą grę w kadrze Szwajcarii do lat 21 oraz w seniorskiej reprezentacji Albanii.